# Mihael Cussa
Mihael Kuša v Sloveniji delujoči kamnosek, * ok. 1657, Lokavec, † 18. oktober 1699, Ljubljana.

## Življenje in delo
Mihael Kuša rojen 8. maja 1657 (izmišljen datum, rojen okrog leta 1657) v vasici pri Kuših nad Ajdovščino. Leta 1687 se pojavi kot kamnosek v Ljubljani. Leta 1690 se je pogodil z avguštinskim opatom za nov oltar iz črnega marmorja, ki še stoji v frančiškanski cerkvi, 1694 sklenil pogodbo z Jakobom Schellom pl. Schellenburgom glede oltarja iz črnega marmorja za kapelo sv. Križa v sedanji frančiškanski cerkvi (ta oltar so 1787 podarili župnijski cerkvi v Hrenovicah); na oltarni mizi (menza) stoje štirje kipi svetnikov in dva kipa angelov. Leta 1698 je izdelal oltar iz črnega marmorja za frančiškansko cerkev v Karlovcu, najlepše njegovo delo pa je prižnica v zagrebški stolnici (ki jo na ramah drži velik krilat angel). Leta 1699 je pred smrtjo dokončal stranski oltar za staro cerkev v Lokavcu, danes posvečen Mariji Vnebovzeti. Sedaj je v stari cerkvi kot glavni oltar. Leta 1699 se je pogajal za izdelavo marmornatega oltarja v mavzoleju Ferdinanda II. v Gradcu, a je pred začetkom dela umrl, 18.10.1699 v Ljubljani, in nato bil pokopan na starem šentpetersekem pokopališču v Ljubljani.